# 謝明心
謝明心（1960年9月17日—），男，出生於安江省龍川市，越南男高音歌唱家、歌劇及音樂劇演員。1986年毕业于胡志明市音樂學院。2003年到2014年為胡志明市音樂學院声乐系的系主任，2014年到2020年為胡志明市音樂學院的副院長。2001年獲授予功勋艺术家國家榮譽称号，2019年獲授予人民艺术家國家榮譽称号。

## 影视作品

### 電視劇
- Blouse trắng／白罩衫 (2002)
- Ngoại tình／通奸 (2003)
- Nghề báo／记者 (2006)

### 電影
- Những ngôi sao biển／海星 (2004)
- Siêu quậy có bầu／頑皮的少年 (2019)